# 孟佗
孟 佗（もう た、生没年不詳）は、中国後漢末期の政治家。孟他とも、字は伯郎。司隷扶風郡平陵県の出身。子に孟達、孫に孟興。

## 経歴
『後漢書』や『三輔決録』に記述が残る。
霊帝の時代、朝政を専横していた中常時の張譲は、奴隷頭に家事を任せていた。孟佗は出仕せず、奴隷頭に家財をすべて賄賂に贈ったため、数年で破産してしまった。奴隷たちは不憫に思い「何か望みがあるか」と問うと、孟佗は「ただ貴方がたの拝礼のみ」と答え、奴隷たちは恩義から快諾した。当時、張譲の屋敷は面会を求める賓客が溢れ、門下にも数百の車が並び、何日も取り次いでもらえない者もいる有様だった。孟佗はその最後尾に並んでいると、奴隷たちがみな出迎えに来て、彼の車だけを招き入れた。衆人はそれを見て、「孟佗は張譲とそれほど親密なのか」と驚き、競って孟佗に珍品を贈りあった。孟佗はそれを張譲への賄賂に使って大いに喜ばれた。また他に、葡萄酒一斛を贈ったことで涼州刺史に任じられた。
建寧元年（168年）、西域の疏勒王・臣磐を叔父の和得が暗殺し、王位を簒奪した。170年、涼州刺史の孟佗は従事の任渉に敦煌兵を500人率いさせ、戊巳司馬・曹寬と西域長史・張晏に焉耆、亀茲、車師前後部の部隊など合わせて三万ほどで疏勒を討伐させた。しかし、楨中城を40日ほど攻めたが、降すことが出来ず撤退した。この後、疏勒では王が相次いで殺害されたが、朝廷は制御することが出来なかった。

## 脚註
1. ↑  『後漢書』注「佗音駝」。『通典』邊防十の注「駝，徒河反。」より。
2. ↑  『芸文類聚』注『三輔決録』に「平陵孟佗，盡以家財賂張讓監奴，眾奴斬焉。」とある
3. ↑  『曹全碑』によると、曹全(景完)は西域戊郡司馬として疏勒討伐に従軍した。また碑文では和得は降伏し処断されている。
4. ↑  『後漢書』西域伝